# Brenda Venus
Pour les articles homonymes, voir Venus.
Brenda Venus, née le 10 novembre 1947 à Biloxi (Mississippi), est une actrice, mannequin et autrice américaine.

## Biographie
D'origine amérindienne, espagnole et sicilienne par ses parents, Brenda Gabrielle Venus commence une carrière d'actrice en 1967, dans des films de série B.
En 1971, elle parvient à entrer en contact avec Henry Miller, ayant trouvé son adresse postale dans un ouvrage : tous les deux entament alors une intense liaison épistolaire qui va durer près de dix ans, totalisant plus de 1 500 lettres. Une partie de cette correspondance est publiée en 1986.
Sa carrière d'actrice se termine en 1982. Elle pose et écrit dans Playboy entre 1986 et 1997, réalisant également un documentaire, Love and Sex in LA, produit par ce magazine. 
Elle publie plusieurs ouvrages à partir des années 1990, dont un roman en 2012. 
En 2002, une pièce de théâtre est créée en Russie s'inspirant de sa vie, avec l'ancienne gymnaste Svetlana Khorkina dans le rôle de Brenda.

## Œuvre

### Actrice
Cinéma
- 1967 : Night Fright (en) de James A. Sullivan (Sue).
- 1973 : The Psychopath (ou An Eye for an Eye) de Larry G. Brown (Joanie).
- 1974 : Foxy Brown de Jack Hill (Jennifer).
- 1975 : La Sanction de Clint Eastwood (George).
- 1975 : Against a Crooked Sky (en) de Earl Bellamy (Ashkea).
- 1976 : Le Pirate des Caraïbes de James Goldstone (employée de bain)
- 1976 : Joshua de Larry G. Spangler (Femme de Sam).
- 1978 : Modulation de fréquence de John A. Alonzo (Dolores Deluxe).
- 1978 : Les Gladiateurs de l'an 3000 (Adriann).
- 1982 : 48 Heures de Walter Hill (entraineuse)
- 1982 : The Avenging (Juanita Quintana).

Télévision
- 1974 : Kung Fu, série.
- 1975 : Cannon, série.
- 1975 : The Legend of Valentino (en), téléfilm de Melville Shavelson (Constance Carr).
- 1978 : Starsky et Hutch, série.

### Ouvrages
- Dear, Dear Brenda: The Love Letters of Henry Miller to Brenda Venus, Morrow, 1986.
- Secrets of Seduction. How to be the best lover your woman ever had[5], essai, Dutton Book, 1993.
- Seduction for Women[6], essai, Dutton Book, 1996.
- Twelve Hours, roman, 2012.
- Kareem... A Precious Love[7], autobiographie, 2022.
- My Desert Warrior, autobiographie, 2023.